# テリー・エティム
テリー・エティム（Terry Etim、1986年11月1日 - ）は、イギリスの男性総合格闘家。イングランド・リヴァプール出身。チーム・カオボン/RFT所属。テリー・エティンとも表記される。

## 来歴
2006年3月18日、WCFCでのディエゴ・ゴンザレス戦では、元プロボクサーのマイク・タイソンがレフェリーを務めた。

### UFC
2007年4月21日、UFC初参戦となった地元イギリスで5年振りに開催されたUFC 70でマット・グライスにフロントチョークで一本勝ちを収め、サブミッション・オブ・ザ・ナイトを受賞した。9月8日、UFC 75でグレイゾン・チバウに判定負けを喫し、プロ総合格闘技初敗戦を喫した。
2008年5月24日、UFC 84でリッチ・クレメンティに判定負け。10月18日、UFC 89でサム・スタウトに判定勝ち。
2009年2月21日、UFC 95においてブライアン・コッブと対戦、2ラウンド開始早々にハイキックでダウンを奪い、TKO勝利を収める。6月13日、ドイツで行われたUFC 99に出場しジャスティン・バックホルツに一本勝ちを収め、2度目のサブミッション・オブ・ザ・ナイトを受賞した。11月14日、UFC 105でシャノン・グジャーティにギロチンチョークで一本勝ち。3度目のサブミッション・オブ・ザ・ナイトを受賞した。
2010年4月10日、アブダビで開催されたUFC 112でハファエル・ドス・アンジョスと対戦し、2R終了間際に腕ひしぎ十字固めで自身初の一本負けを喫した。
2012年1月14日、ブラジルで開催されたUFC 142でエジソン・バルボーザと対戦し、右バックスピンキックで敗れ、自身初のKO負けを喫した 。ファイト・オブ・ザ・ナイトを受賞した。
2013年2月16日、UFC on Fuel TV 7でレニー・フォートと対戦し、0-3の判定負け。2連敗となりUFCからリリースされた。

### Bellator
2013年11月22日、Bellator MMA初参戦となったBellator 109でパトリック・セノブルと対戦し、3-0の判定勝ちを収めた。

## 戦績
| 総合格闘技 戦績 | 総合格闘技 戦績 | 総合格闘技 戦績 | 総合格闘技 戦績 | 総合格闘技 戦績 | 総合格闘技 戦績 | 総合格闘技 戦績 |
| --------------- | --------------- | --------------- | --------------- | --------------- | --------------- | --------------- |
| 21 試合         | (T)KO           | 一本            | 判定            | その他          | 引き分け        | 無効試合        |
| 16 勝           | 2               | 12              | 2               | 0               | 0               | 0               |
| 5 敗            | 1               | 1               | 3               | 0               | 0               | 0               |

| 勝敗 | 対戦相手                     | 試合結果                             | 大会名                                      | 開催年月日     |
| ○    | パトリック・セノブル         | 5分3R終了 判定3-0                    | Bellator 109                                | 2013年11月22日 |
| ×    | レニー・フォート             | 5分3R終了 判定0-3                    | UFC on Fuel TV 7: Barao vs. McDonald        | 2013年2月16日  |
| ×    | エジソン・バルボーザ         | 3R 2:02 KO（右バックスピンキック）   | UFC 142: Aldo vs. Mendes                    | 2012年1月14日  |
| ○    | エドワード・ファーロロット   | 1R 0:17 ギロチンチョーク             | UFC 138: Leben vs. Munoz                    | 2011年11月5日  |
| ×    | ハファエル・ドス・アンジョス | 2R 4:40 腕ひしぎ十字固め             | UFC 112: Invincible                         | 2010年4月10日  |
| ○    | シャノン・グジャーティ       | 2R 1:24 ギロチンチョーク             | UFC 105: Couture vs. Vera                   | 2009年11月14日 |
| ○    | ジャスティン・バックホルツ   | 2R 2:38 アナコンダチョーク           | UFC 99: The Comeback                        | 2009年6月13日  |
| ○    | ブライアン・コッブ           | 2R 0:10 TKO（左ハイキック→パウンド） | UFC 95: Sanchez vs. Stevenson               | 2009年2月21日  |
| ○    | サム・スタウト               | 5分3R終了 判定3-0                    | UFC 89: Bisping vs. Leben                   | 2008年10月18日 |
| ×    | リッチ・クレメンティ         | 5分3R終了 判定0-3                    | UFC 84: Ill Will                            | 2008年5月24日  |
| ×    | グレイゾン・チバウ           | 5分3R終了 判定0-3                    | UFC 75: Champion vs. Champion               | 2007年9月8日   |
| ○    | マット・グライス             | 1R 4:38 ギロチンチョーク             | UFC 70: Nations Collide                     | 2007年4月21日  |
| ○    | サミ・ベリック               | 2R 1:24 腕ひしぎ十字固め             | Cage Gladiators 3                           | 2007年12月3日  |
| ○    | エドガース・ポドニース       | 1R 0:46 チョークスリーパー           | Road to Tokyo                               | 2006年10月15日 |
| ○    | グレッグ・ローラン           | 2R 2:50 チョークスリーパー           | Cage Gladiators 2: The Next Generation      | 2006年9月3日   |
| ○    | ダニー・ヴァン・ベルゲン     | 1R 0:50 腕ひしぎ十字固め             | Cage Gladiators 1                           | 2006年5月22日  |
| ○    | ディエゴ・ゴンザレス         | 1R 0:59 三角絞め                     | WCFC: No Guts No Glory                      | 2006年3月18日  |
| ○    | キャマル・ネイサー           | 1R 三角絞め                          | Cage Fighting Championships 6: Cage Carnage | 2005年12月4日  |
| ○    | アーロン・ブラックウェル     | 1R 0:58 ギロチンチョーク             | Cage Fighting Championships 5: Cage Carnage | 2005年9月4日   |
| ○    | ニール・バーバー             | 2R 1:55 KO（ハイキック）             | Cage Fighting Championships 4: Cage Carnage | 2005年7月3日   |
| ○    | クリス・リヴァートン         | 1R 三角絞め                          | Ultimate Ring Fighting                      | 2005年5月12日  |

## 表彰
- UFC ファイト・オブ・ザ・ナイト（1回）
- UFC サブミッション・オブ・ザ・ナイト（4回）
- UFC サブミッション・オブ・ザ・イヤー（2009年）